# Provinzialrat (Britische Besatzungszone)
Die Provinzialräte waren 1945 und 1946 im Gebiet des späteren Landes Nordrhein-Westfalen auf der Ebene der noch bestehenden preußischen Provinzen politische Beratungsgremien für die britische Militärregierung.

## Entstehung und Ende
Die Provinzialräte in der Provinz Westfalen und der Rheinprovinz (bzw. der Nordrheinprovinz) gingen maßgeblich auf eine Initiative des westfälischen Oberpräsidenten Rudolf Amelunxen zurück. Obwohl ursprünglich skeptisch, stimmten die Besatzungsbehörden der Schaffung von politischen Beratungsgremien zu. Ihre Mitglieder wurden von den neu gegründeten Parteien vorgeschlagen und von der Militärregierung ernannt. Der Verteilungsschlüssel orientierte sich an den Wahlen von 1932 in den jeweiligen Gebieten. Der rheinische Provinzialrat konstituierte sich am 14. Dezember 1945 und der westfälische am 30. April 1946. Dies war auch seine einzige Sitzung.
Die Provinzialräte waren in gewisser Weise Nachfolgeorganisationen der alten preußischen Provinziallandtage. Sie waren aber auch Vorläufer und Zwischenschritt auf dem Weg zum Landtag von Nordrhein-Westfalen.
Mit der Ankündigung der Gründung des Landes Nordrhein-Westfalen verlor die Ebene der Provinzen politisch an Bedeutung. Dies bedeutete auch ein Ende der Provinzialräte. An deren Stelle trat ein ernannter Landtag, der sich am 2. Oktober 1946 konstituierte. Die westfälischen Mitglieder des Provinzialrates wurden automatisch auch Mitglieder des ersten ernannten Landtages.
Auf der Ebene der früheren Provinzen bzw. der ihnen zugeordneten Provinzialverbände bestehen heute in Nordrhein-Westfalen zwei Landschaftsverbände; deren Parlamente, die Landschaftsversammlungen, haben im Wesentlichen die Funktion der früheren Provinziallandtage und der Provinzialräte.